# Frederik Liebmann
Frederik Michael Liebmann, född den 10 oktober 1813 i Helsingör, död den 29 oktober 1856 i Köpenhamn, var en dansk botanist. Han var far till Axel Liebmann.
Liebmann blev student 1832, docent i botanik vid universitetet 1837 och lärare vid veterinärskolan samma år. Liebmann företog med statsunderstöd 1840—1843 en resa i Mexiko, varifrån han hemförde rika samlingar. Efter sin återkomst blev han 1843 utgivare av Flora danica, varav han utarbetade fem häften, samt 1845 professor vid universitetet och 1852 direktör för Botaniska trädgården. Utom flera specialavhandlingar om Mexikos och Centralamerikas flora (de flesta införda i Videnskabsselskabets skrifter) författade Liebmann ett stort arbete om Mexikos ekar (utgivet 1869 av A.S. Ørsted). Auktorsnamnet Liebm. kan användas för Frederik Liebmann i samband med ett vetenskapligt namn inom botaniken; se Wikipediaartiklar som länkar till auktorsnamnet.

## Utmärkelser
- Riddare av Dannebrogorden,  1853[2]

[Redigera Wikidata]